# ヘンリー・チチェスター (第2代テンプルモア男爵)
第2代テンプルモア男爵ヘンリー・スペンサー・チチェスター（英語: Henry Spencer Chichester, 2nd Baron Templemore、1821年6月14日 – 1906年6月10日）は、イギリスの貴族、政治家。

## 生涯
初代テンプルモア男爵アーサー・チチェスターと妻オーガスタ（Augusta、1802年1月26日 – 1872年6月6日、初代アングルシー侯爵ヘンリー・パジェットの娘）の長男として、1821年6月14日に生まれた。1832年ごろから1835年までイートン・カレッジで教育を受けた後、1839年10月16日にオックスフォード大学クライスト・チャーチに入学した。1837年9月26日に父が死去すると、テンプルモア男爵位を継承した。
1840年7月7日、サセックス民兵隊のエンサイン（歩兵少尉）に任命された。1842年3月18日、ライフ・ガーズ第1連隊のコルネット（騎兵少尉）および下士官への辞令を購入した。1843年4月7日、陸軍での軍務から引退した。1846年4月21日、サセックス民兵隊の中尉に昇進した。1852年11月ごろに民兵隊からも引退した。1893年9月2日、ロイヤル・アイリッシュ連隊第3大隊の名誉隊長に任命された。
アイルランドの地主であり、1876年時点でウェックスフォード県に11,327エーカーの、ドニゴール県に10,856エーカーの、ロンドンデリー県に1,890エーカーの、ダウン県に26エーカーの領地を所有し、合計で年収16,485ポンド相当だった。アイルランドにおける領地の面積は1883年時点でも同じであり、またブリテン島ではハンプシャーに2,543エーカーの領地を所有しており、これらすべてを合算すると年収18,793ポンド相当だった。1876年から1887年までメイフェアのアッパー・ブルック・ストリート2号に住んだ。ウェックスフォード県では治安判事と副統監を務めた。
貴族院では保守党に属した。1902年8月29日、エドワード7世と王妃アレクサンドラの戴冠式に出席した。
1906年6月10日、グレート・カンバーランド・プレース23号で死去、14日にケンサル・グリーンに埋葬された。息子アーサー・ヘンリーが爵位を継承した。

## 家族
1842年8月3日、ローラ・キャロライン・ジェーン・パジェット（Laura Caroline Jane Paget、1816年10月24日 – 1871年12月9日、サー・アーサー・パジェットの娘）と結婚、1男1女をもうけた。
- アーサー・ヘンリー（1854年9月16日 – 1924年9月28日） - 第3代テンプルモア男爵[12]
- フローラ・オーガスタ（1856年7月7日 – 1874年10月5日[12]）

1873年1月8日、ヴィクトリア・アシュリー・アシュリー＝クーパー（Victoria Ashley Ashley-Cooper、1837年9月23日 – 1927年2月15日、第7代シャフツベリ伯爵アントニー・アシュリー＝クーパーの娘）と再婚、1女をもうけた。
- ヒルダ・キャロライン（1875年12月17日 – 1961年2月2日） - 1913年12月2日、ヴィクター・ジョージ・シーモア・コクラン（Victor George Seymour Corkran、1934年3月10日没）と結婚、子供あり[12]